# Tentation (bande originale)
Pour les articles homonymes, voir Tentation.
 (janvier 2010).
Si vous disposez d'ouvrages ou d'articles de référence ou si vous connaissez des sites web de qualité traitant du thème abordé ici, merci de compléter l'article en donnant les références utiles à sa vérifiabilité et en les liant à la section « Notes et références ».
Tentation est la bande son du deuxième film de la saga Twilight.

## Liste des titres
| 1.  | Meet Me on the Equinox           | Death Cab for Cutie                                    |  |
| 2.  | Friends                          | Band of Skulls                                         |  |
| 3.  | Hearing Damage                   | Thom Yorke                                             |  |
| 4.  | Possibility                      | Lykke Li                                               |  |
| 5.  | A White Demon Love Song          | The Killers                                            |  |
| 6.  | Satellite Heart                  | Anya Marina                                            |  |
| 7.  | I Belong to You (New Moon Remix) | Muse                                                   |  |
| 8.  | Rosyln                           | Bon Iver and St. Vincent                               |  |
| 9.  | Done All Wrong                   | Black Rebel Motorcycle Club                            |  |
| 10. | Monsters                         | Hurricane Bells                                        |  |
| 11. | The Violet Hour                  | Sea Wolf                                               |  |
| 12. | Shooting the Moon                | OK Go                                                  |  |
| 13. | Slow Life                        | Grizzly Bear featuring Victoria Legrand of Beach House |  |
| 14. | No Sound But the Wind            | Editors                                                |  |
| 15. | New Moon (The Meadow)            | Alexandre Desplat                                      |  |

Bonus dans la version pour la France : Cavalier noir (BB Brunes)